# Cooper T40
Chronologie des modèles (1955)
Cooper T24 Cooper T43
La Cooper T40 est une monoplace de Formule 1 engagée par l'écurie Cooper Car Company lors de la saison 1955 de Formule 1. Conçue par Owen Maddock et Jack Brabham, elle permet à ce dernier d'effectuer ses débuts dans la discipline-reine du sport automobile, lors du Grand Prix de Grande-Bretagne.
Lors de sa seule apparition en championnat du monde, la Cooper T40 bobtail permet à Jack Brabham de se qualifier en vingt-cinquième et dernière position, à quatorze secondes du vingt-quatrième temps de Peter Collins. En course, Brabham ne quitte pas le fond de peloton et abandonne au trentième tour sur une rupture d'embrayage. 
La Cooper T40 est également engagée à trois courses hors championnat du monde. Au London Trophy, disputé sur le circuit de Crystal Palace, il ne prend pas le départ de la course à cause d'un problème mécanique et au Daily Record Trophy, Brabham termine quatrième. Au Vanwall Trophy à Snetterton, il lutte contre Stirling Moss pour la troisième place du classement. Moss prend l'avantage sur l'Australien qui se rend compte de sa marge de progression. Brabham termine alors quatrième à nouveau. Brabham se rend en Australie avec sa Cooper bobtail pour disputer son Grand Prix national qu'il remporte. Après la course, il revend sa Cooper pour financer le déménagement de sa famille, Betty et son premier fils Geoff, au Royaume-Uni.

## Résultats en championnat du monde de Formule 1
| Saison | Écurie             | Moteur         | Pneumatiques | Pilotes      | Courses | Courses | Courses | Courses | Courses | Courses | Courses | Points inscrits | Classement |
| Saison | Écurie             | Moteur         | Pneumatiques | Pilotes      | 1       | 2       | 3       | 4       | 5       | 6       | 7       | Points inscrits | Classement |
| ------ | ------------------ | -------------- | ------------ | ------------ | ------- | ------- | ------- | ------- | ------- | ------- | ------- | --------------- | ---------- |
| 1955   | Cooper Car Company | Bristol BS1 L6 | Dunlop       |              | ARG     | MON     | 500     | BEL     | P-B     | GBR     | ITA     | -               | -          |
| 1955   | Cooper Car Company | Bristol BS1 L6 | Dunlop       | Jack Brabham |         |         |         |         |         | Abd.    |         | -               | -          |

Légende : ici 